# Herz auf Taille

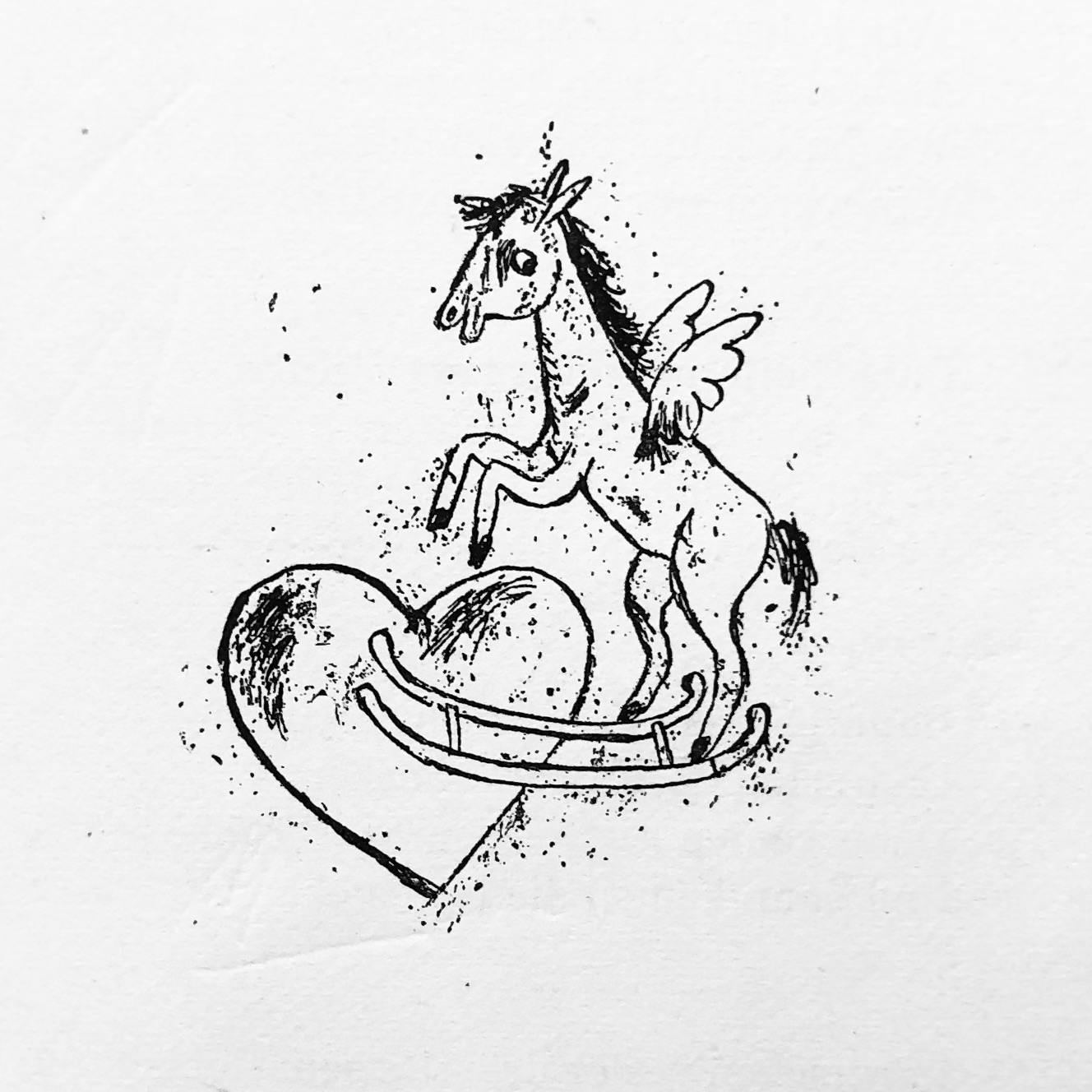
Illustration von Erich Ohser auf der Eingangsseite (Herz auf Taille, 1. Aufl., 1928)

Herz auf Taille ist ein Gedichtband von Erich Kästner. Er erschien erstmals im April 1928 im Verlag von Curt Weller mit Illustrationen von Erich Ohser.

## Entstehung
„‚Herz auf Taille‘, das paßte zur modischen Linie, zum Bubikopf […] und zum Charleston.“, so Erich Kästner selber in einem Vorwort einer späteren Ausgabe. Die erste Auflage erschien im kleinen Verlag Curt Weller & Co (Leipzig/Wien). Erich Kästner hatte vorher erfolglos versucht, den Gedichtband bei einem größeren renommierten Verlag wie Paul List oder Zsolnay zu veröffentlichen. Die acht seitenfüllenden Illustrationen von Erich Ohser in der ersten Auflage wurden nach einer Kampagne des Börsenvereins des Deutschen Buchhandels in der zweiten Auflage entfernt, dafür acht weitere Gedichte zu den 41 Gedichten des ersten Bandes hinzugefügt und in der bis heute gültigen Reihung veröffentlicht. 32 Gedichte waren schon in den Jahren ab 1924 in verschiedenen Zeitungen und Zeitschriften erschienen. Darunter waren das Tage-Buch, die Große Welt, das Stachelschwein oder die Neue Leipziger Zeitung. Die dritte Auflage mit den gleichen 49 Gedichten erschien bei der Deutschen Verlags-Anstalt in Stuttgart, wo Curt Weller nach dem Konkurs seines Verlages ab 1930 als Prokurist arbeitete. Der Band wurde in einem für Lyrik unüblichen Quartformat in einer broschierten und einer gebundenen Ausgabe produziert.

## Inhalt

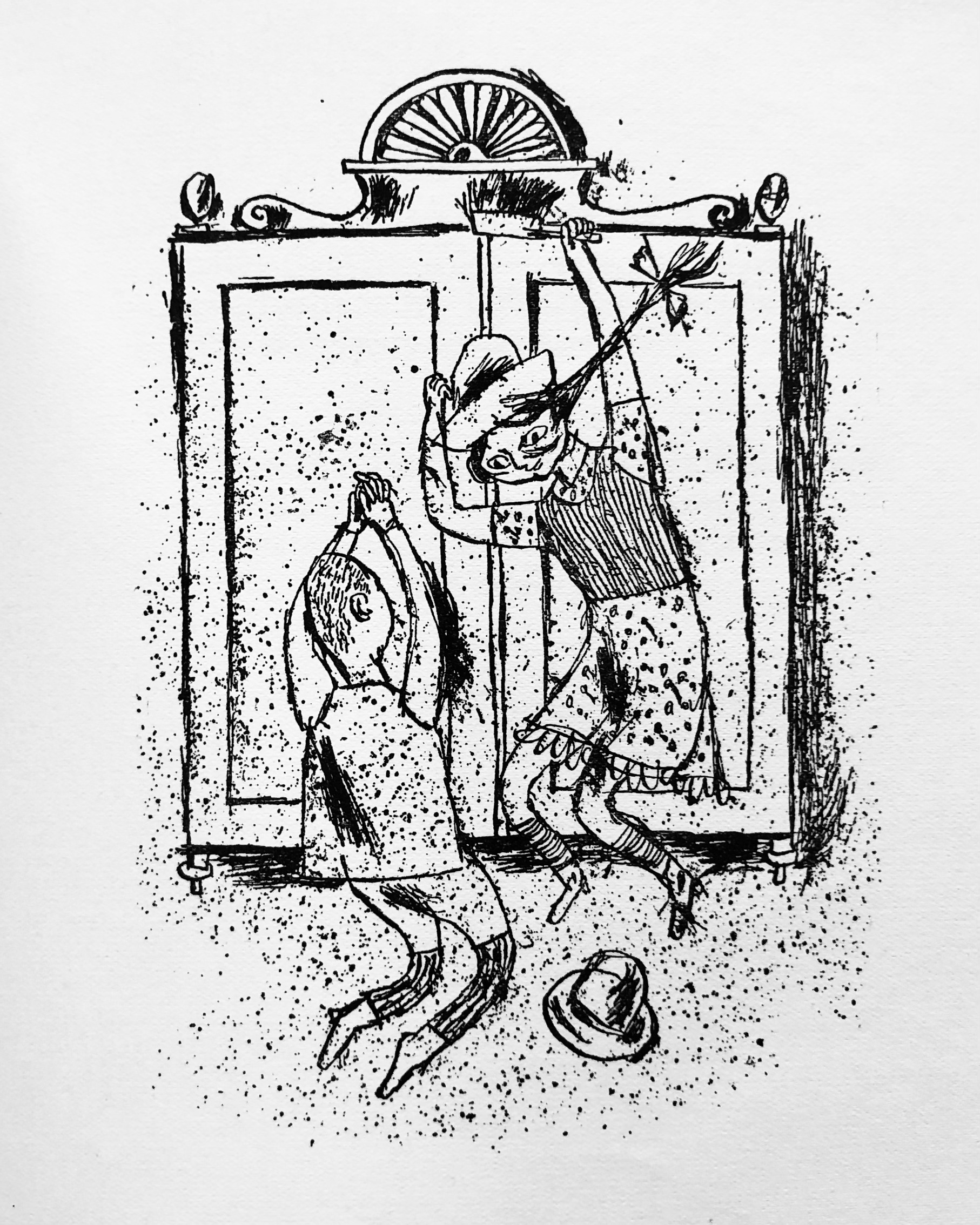
Ganzseitige Illustration von Erich Ohser auf Seite 94 der Erstausgabe. Sie wurde in der zweiten Auflage durch das Gedicht Klassenzusammenkunft ersetzt.

Die Themen dieser „Angestellten-Lyrik“ drehen sich um verschiedene Alltagserfahrungen der bürgerlichen Schichten: die allgemeine Verunsicherung durch die rasante Modernisierung des Lebens, die Veränderung der Geschlechterrollen, die Auflösung der traditionellen Familie, die außerehelichen Beziehungen, das Nachtleben und die Einsamkeit in der Anonymität der Großstadt. Auch die soziale Ungleichheit, die prekäre wirtschaftliche Lage der Angestellten, die Untertanenmentalität, der Militarismus und Chauvinismus reaktionärer Kreise werden angesprochen. In den Gedichten kommen „kleinbürgerliche Mütter, verlassene Dienstmädchen und sich mondän gerierende Prostituierte, betrügende, aber auch betrogene Ehemänner und betrunkene Bourgeois“ zu Wort. Da hier auch frühe Gedichte von 1924 erscheinen, spielt die Inflationszeit mit ihren sozialen und ökonomischen Folgen eine größere Bedeutung als in späteren Gedichtsammlungen. Im Band findet sich die gesamte Breite der Lyrik Erich Kästners mit vielen autobiographischen Details – jedoch immer mit einer gewissen Distanz und Verfremdung. Es finden sich schon hier einige seiner bekanntesten Gedichte: Jahrgang 1899, Frau Großhenning schreibt an ihren Sohn, Kennst Du das Land, wo die Kanonen blühn?

## Form
Erich Kästner nannte seine Gedichte aus der Weimarer Republik „Gebrauchslyrik“. Diese Lyrik zeichnet sich durch leichte Lesbarkeit aus und behandelt Themen urbaner Lebenswelten. Die Sprache ist schnörkellos und klar, orientiert sich an der Alltagssprache und besitzt eine einfache Syntax. Die Metaphern sind der Erfahrung des Großstadtmenschen entnommen. Nicht raffinierte Ästhetik, sondern „leichte Dechiffrierbarkeit und provokative Stringenz“ sind das Ziel.
Wie die anderen Gedichtbände Kästners aus der Weimarer Zeit wird er zur Neuen Sachlichkeit gezählt. Obwohl sich Kästner gegen diese Einordnung verwehrte, hat er mit diesen Gedichten ebenso wie mit seinen späteren Gedichtbänden diesen Literaturrichtung sowohl stilistisch als auch thematisch entscheidend geprägt. Herz auf Taille gilt als der stilistisch und thematisch am breitesten gefächerte Lyrikband der Weimarer Republik. Der Autor gibt hier sein Debüt und man erkennt, wie er noch auf der Suche nach seinem eigenen Stil ist. Jedoch steht diese Gedichtsammlung künstlerisch mit seinen späteren Gedichtbänden weitgehend auf gleicher Stufe. Schon hier in seinem allerersten Gedichtband präsentiert sich Erich Kästner als ein Lyriker der sein gesamtes künstlerisches Spektrum beherrscht.

## Rezeption
Von der Startauflage von 3000 Exemplaren wurden 2000 innerhalb eines Jahres verkauft, bis zum Ende der Weimarer Republik erreichte der Band sechs Auflagen mit 17.000 Exemplaren. Damit war die Gedichtssammlung für das erste Werk eines Dichters außergewöhnlich erfolgreich. Während der Literaturwissenschaftler Manfred Jurgensen Erich Kästners Gedichten wegen ihrer Eingängigkeit eine gewisse „aalfertige Zungenfertigkeit“ vorwarf, betont Michael Ansel die Bedeutung dieses Stil für die Erschließung neuer Leserkreise. Schon die zahlreichen interkontextuellen Verweise in den Gedichten zeigen deutlich, dass die Simplizität der Gedichte nur scheinbar ist. Diese Interkontextualität zeigt sich in den eingeklammerten Zusätzen zu 13 Titeln und den als Prosatexte ausgeführten Zusatzkommentaren bei acht Gedichten. Erich Kästners erklärte Absicht war es, durch „Realitätsnähe mit konkretem Bezug zur urbanen Alltagskommunikation“ auch bildungsfernere Schichten an qualitätsvolle Lyrik, eine zuvor an Bildungseliten orientierte Gattung, heranzuführen. Für Michael Ansel unverständlich, wurde erst in jüngster Zeit diesen und weiteren Elementen der Gedichte Kästners die gebührende Aufmerksamkeit gewidmet.

## Gedichte
- Jahrgang 1899
- Der Herr ohne Gedächtnis*
- Ein Traum macht Vorschläge
- Chor der Fräuleins
- Ein Baum lässt grüßen
- Wiegenlied
- Hymnus an die Zeit
- Besagter Lenz ist da*
- Die Welt ist rund
- Frau Großhennig schreibt an ihren Sohn
- Die Tretmühle
- Ein Kind, etwas frühreif
- Herr im Herbst
- Kleine Führung durch die Jugend*
- Ansprache einer Bardame
- Kennst Du das Land, wo die Kanonen blühn?
- Die Hummermarseillaise
- Ballade vom Defraudanten
- Abschied in der Vorstadt
- Wer hat noch nicht? Wer will noch mal?
- Sentimentale Reise*
- Nachtgesang des Kammervirtuosen
- Der Mensch ist gut
- Epistel eines Dienstmädchens namens Bertha
- Paralytisches Selbstgespräch
- Der Scheidebrief
- Ballgeflüster
- Trottoircafes bei Nacht*
- Die Zeit fährt Auto
- Marionettenballade
- Der Doktor kommt
- Präludium auf Zimmer 28
- Gespräch in der Haustür
- Jardin du Luxembourg*
- Moralische Anatomie
- Die Zunge der Kultur reicht weit
- Apropos, Einsamkeit!
- Weihnachtslied, chemisch gereinigt
- Goldne Worte, nicht ganz nüchtern
- Mutter und Kind
- Klassenzusammenkunft*
- Münchhausen schreibt ein Reise-Feuilleton
- Monolog in der Badewanne
- Knigge für Unbemittelte
- Wieso, warum?
- Mädchens Klage
- Atmosphärische Konflikte*
- Elegie mit Ei
- Stimmen aus dem Massengrab

* Die mit Stern gekennzeichneten Gedichte wurden erst in der zweiten Auflage (Herbst 1928) hinzugefügt, um die entfernten ganzseitigen Illustrationen von Erich Ohser zu ersetzen.

## Vertonungen
Das Gedicht Stimmen aus dem Massengrab wurde 2015 vom Sinfonieorchester der Robert Schumann Hochschule Düsseldorf und der Band Die Toten Hosen vertont. Es erschien als Livealbum unter dem Namen Entartete Musik – Willkommen in Deutschland.

## Ausgaben
- Erich Kästner: Herz auf Taille. Curt Weller & Co Verlag, Leipzig/Wien 1928. (Mit Vignetten und Zeichnungen von Erich Ohser)
- Erich Kästner: Herz auf Taille. 3. Aufl. Deutsche Verlags-Anstalt, Stuttgart 1929. (49 Gedichte, ohne Illustrationen)
- Erich Kästner: Herz auf Taille. 1. Aufl. Atrium-Verlag, Zürich 2012. (Illustrationen von Erich Ohser)

## Sekundärliteratur
- Stefan Neuhaus (Hrsg.): Kästner-Handbuch: Leben – Werk – Wirkung. Springer Verlag, Berlin 2023, ISBN 978-3-662-67226-6.
- Sven Hanuschek: Erich Kästner, 4. Aufl., Rowohlt, Reinbek bei Hamburg 2018, ISBN 978-3-499-50640-6.
- Sven Hanuschek: Keiner blickt dir hinter das Gesicht. Das Leben Erich Kästners. Carl Hanser Verlag, München 2024, ISBN 978-3-446-27987-2.